# Trygonoptera galba
Trygonoptera galba é uma espécie de peixe da família Urolophidae. A espécie foi proposta em 1994 como "Trygonoptera sp. nov. A", sendo descrita formalmente apenas em 2008.
É endémica da Austrália, onde pode ser encontrada na baía Shark, na Austrália Ocidental, até Abrolhos Houtman e possivelmente Perth. Os seus habitats naturais são: mar aberto. 